# LIONS 1
LIONS 1 ist ein Rettungshubschrauber, welcher seit 2011 von der AAA Alpine Air Ambulance, einem Tochterunternehmen der Lions Air Group, betrieben wird. Stationiert ist der Hubschrauber mit Luftkennung HB-ZUE am Regionalflugplatz Birrfeld. Der Stützpunkt wurde am 1. November 2013 von der Lions Air Group gegründet. Ursprünglich war der Einsatz des Hubschraubers nur als Intensivtransporthubschrauber und Organtransport-Hubschrauber geplant. Lions 1 wird als Notarztzubringer und Rettungshubschrauber im Primäreinsatz koordiniert und eingesetzt. Eingebunden in den öffentlichen Rettungsdienst via Sanitätsnotrufzentrale 144 der Kantone AG, SO, ZH, SH, SZ, ZG, BL, BS, LU, OW, NW, UR, GR, SG, AR, AI, TG, GL, Vorarlberg, (A), dem Fürstentum Liechtenstein, über alle Integrierten Leitstellen 112 im Allgäu, dem südlichen Teil von Baden-Württemberg (WT, LÖ, FR, VS, KN, OG, RW, FN, EM, TUT, sowie der Zentrale Koordinierungsstelle für Intensivtransport in Baden-Württemberg (ZKS). Es werden aber auch Einsätze in Deutschland geflogen, besonders im Landkreis WaldshutEine Alarmierung erfolgt durch die Notrufzentrale (144). Der Hubschrauber fliegt auch Verlegungsflüge und fliegt für Swisstransplant die Organtransporte. Der Hubschrauber ist instrumentenflugtauglich und 24 Stunden am Tag einsatzbereit. Im Jahr 2023 flog Lions 1 1650 Einsätze.

## Hubschrauber
Die Maschine HB-ZUE ist ein Rettungshubschrauber vom Typ Airbus Helicopters H 135, Baujahr 2008. Ursprünglich befand sich der Hubschrauber im Besitz der «Schider Helicopter Service GmbH». in Waidring, kurz SHS. Die SHS ist ein österreichischer Notarzthubschrauber-Betreiber mit vier Einsatz-Basen in Waidring, Kufstein, Zell am See und Kaltenbach. Sein ursprüngliches Kennzeichen und Funkrufzeichen war OE-XRU. Ursprünglich war er weinrot lackiert, später weiss-rot. Seine Schweizer Zulassung erhielt er am 25. September 2018. Er diente als Ersatz der Maschine mit Kennzeichen HB-ZJE. In diesem Zusammenhang erhielt er auch seine blau-gelbe Lackierung in den Farben der AAA Alpine Air Ambulance.

### Galerie

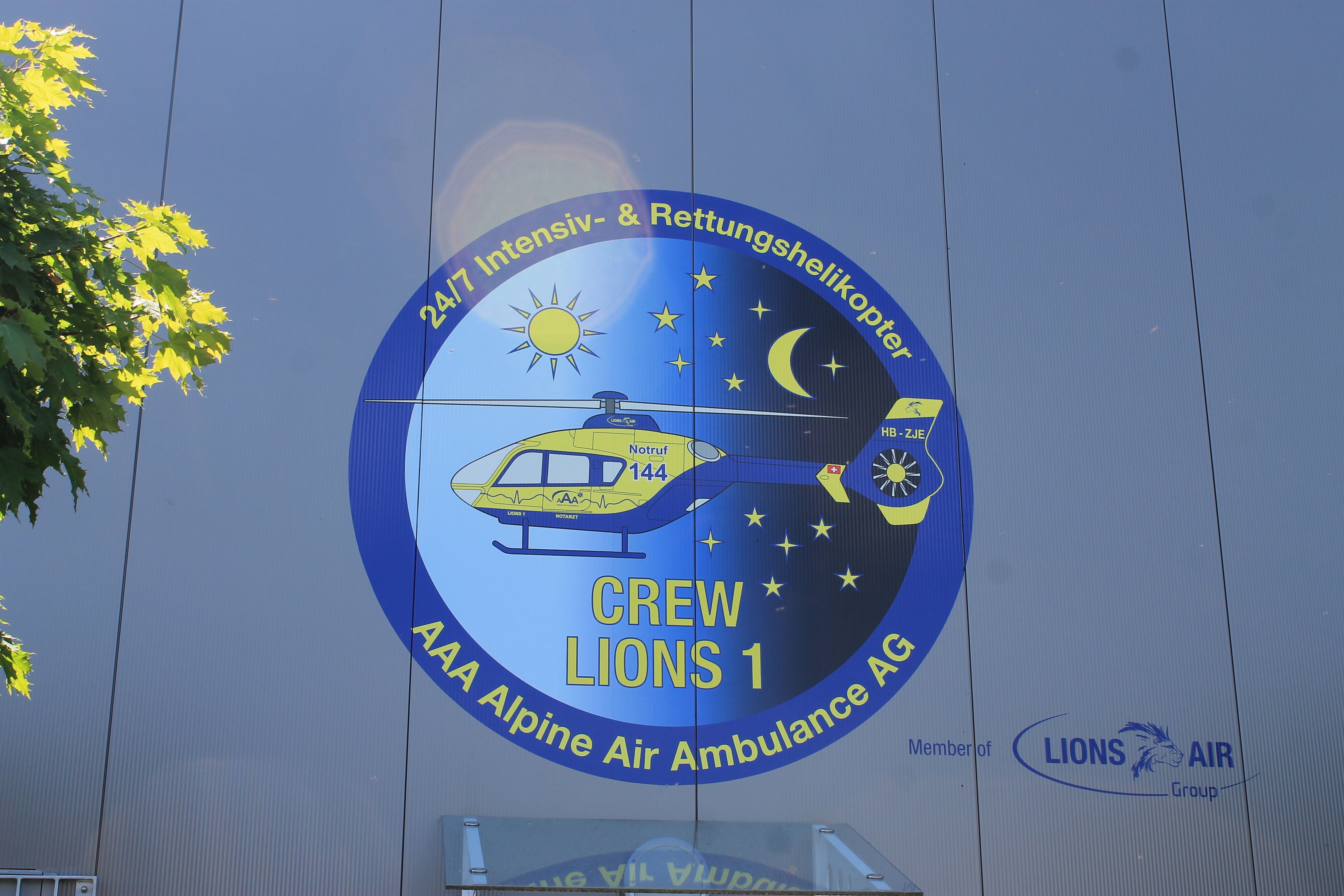
Logo des Rettungshubschraubers LIONS 1
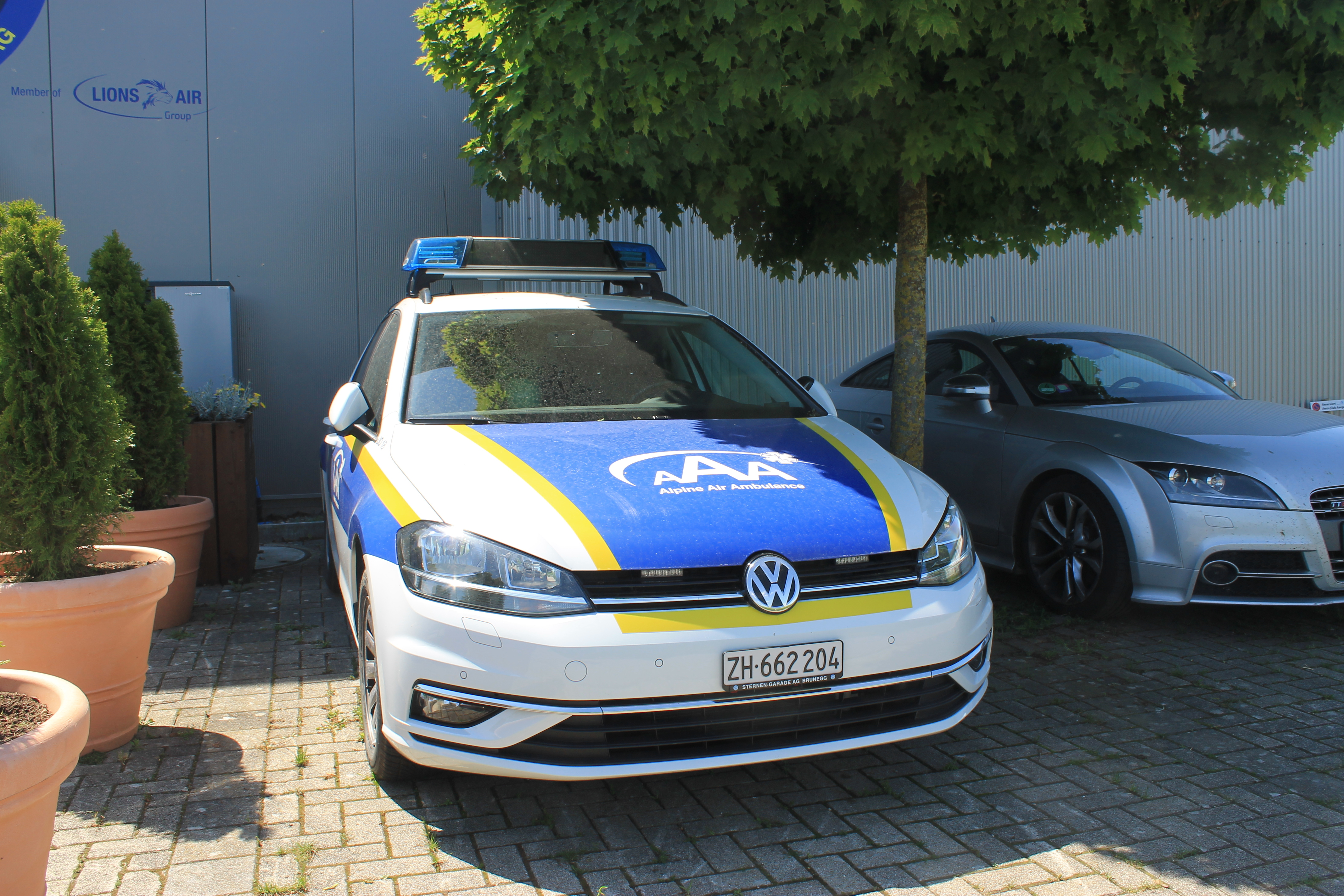
Notarzteinsatzfahrzeug für Einsätze bei schlechtem Wetter.
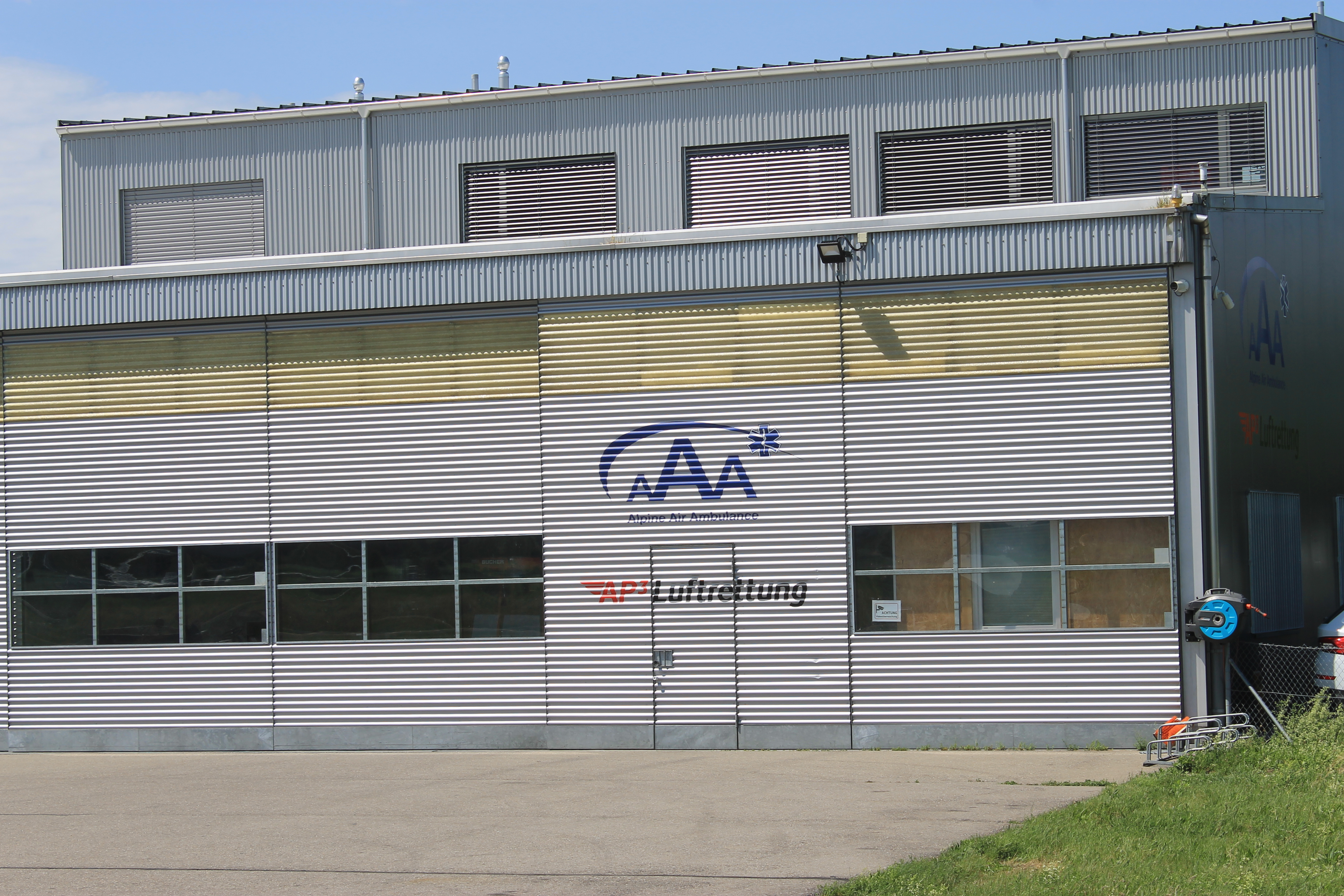
Hangar der Lions Air Group AG in Birrfeld.
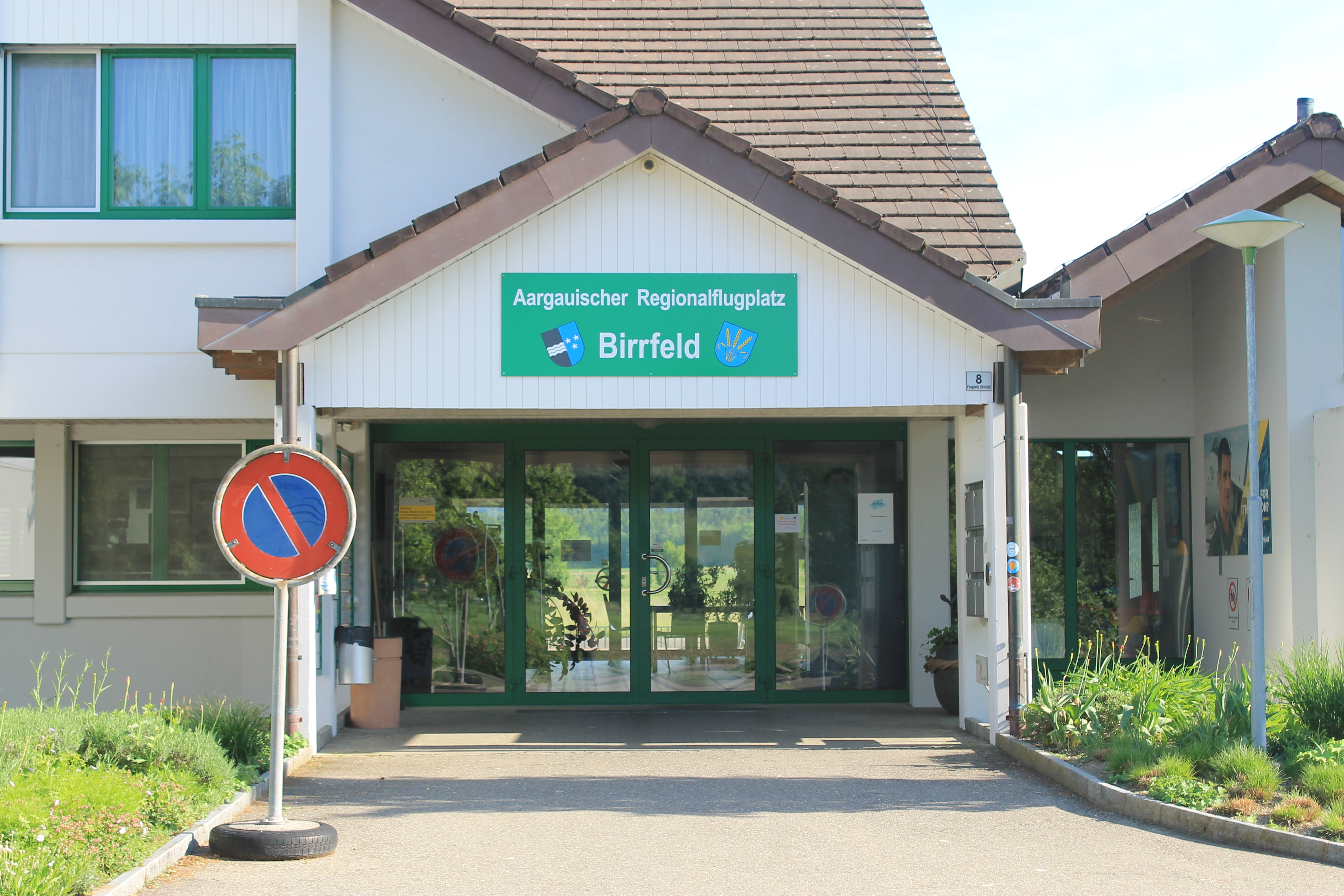
Eingang des Regionalflugplatz Birrfeld. LIONS 1 hat hier seine Heimat.